# Privatbahn-NPZ
Unter der Bezeichnung Privatbahn-NPZ werden eine Reihe von Schweizer Triebfahrzeugen, Steuerwagen und Zwischenwagen zur Bildung von Pendelzügen zusammengefasst, die zwischen 1981 und 1992 für Schweizer Privatbahnen gebaut wurden.
Das Eidgenössische Amt für Verkehr (EAV) machte – wie schon bei den EAV-Triebwagen – die Ausrichtung von Bundesbeiträgen davon abhängig, dass sich die Privatbahnen auf Basis ihrer Pflichtenhefte untereinander auf möglichst stark standardisiertes Rollmaterial verständigen, damit Kosteneinsparungen durch Gemeinschaftsbestellungen erzielt werden konnten. Für diese zweite Generation von koordiniert beschafftem Rollmaterial setzte sich letztendlich die Bezeichnung «Privatbahn-NPZ» durch, in Anlehnung an die «Neuen Pendelzüge (NPZ)» der Schweizerischen Bundesbahnen (SBB). Diese wurden 1984 als Prototypen, ab 1987 dann als Serienfahrzeuge an die SBB ausgeliefert und lehnen sich äusserlich stark an die geringfügig älteren Privatbahn-Fahrzeuge an.
Die Privatbahn-NPZ brachten gegenüber ihren Vorgängern zwei wesentliche Neuerungen: Anstelle einer Stufenschalter-Steuerung wurde eine stufenlose Thyristor-Steuerung eingebaut. Zudem erschienen die Fahrzeuge mit einer durchgehenden Aussenhaut, sie hatten aussenbündige Türen vom Typ Aussenschwingtüren. Weitere Neuerungen, z. B. die Luftfederung,  beschränkten sich auf Teilserien der Züge.
Die Gemeinschaftsbestellung initiierten die BLS-Gruppe – bestehend aus der betriebsführenden Berner Alpenbahn-Gesellschaft Bern-Lötschberg-Simplon (BLS), der Spiez-Erlenbach-Zweisimmen-Bahn (SEZ), der Gürbetal-Bern-Schwarzenburg-Bahn (GBS) und der Bern-Neuenburg-Bahn (BN) – und die Bodensee-Toggenburg-Bahn (BT). An diese schlossen sich umgehend auch die Chemins de fer fribourgeois Gruyère–Fribourg–Morat (GFM) und die Chemin de fer Régional du Val-de-Travers (RVT) an, denen schliesslich noch die EBT-Gruppe folgte – bestehend aus der betriebsführenden Emmental-Burgdorf-Thun-Bahn (EBT), den Vereinigten Huttwil-Bahnen (VHB) und der Solothurn-Münster-Bahn (SMB).
Von den ursprünglichen zehn Bahnunternehmen, die Privatbahn-NPZ beschafft haben, existiert keines mehr in seiner damaligen Form. Die vier Unternehmen der BLS-Gruppe sind zur BLS Lötschbergbahn AG (BLS) fusioniert, die drei Unternehmen der EBT-Gruppe zur Regionalverkehr Mittelland AG (RM); seit einer weiteren Fusion zwischen BLS und RM, bilden diese heute die BLS AG. GFM und RVT sind mittlerweile Teil der kantonalen Verkehrsunternehmen Transports publics fribourgeois (TPF) respektive Transports Régionaux Neuchâtelois (TRN); die BT ist mit der Schweizerischen Südostbahn (SOB) unter Beibehaltung des Namens letzterer fusioniert.

## Triebwagen

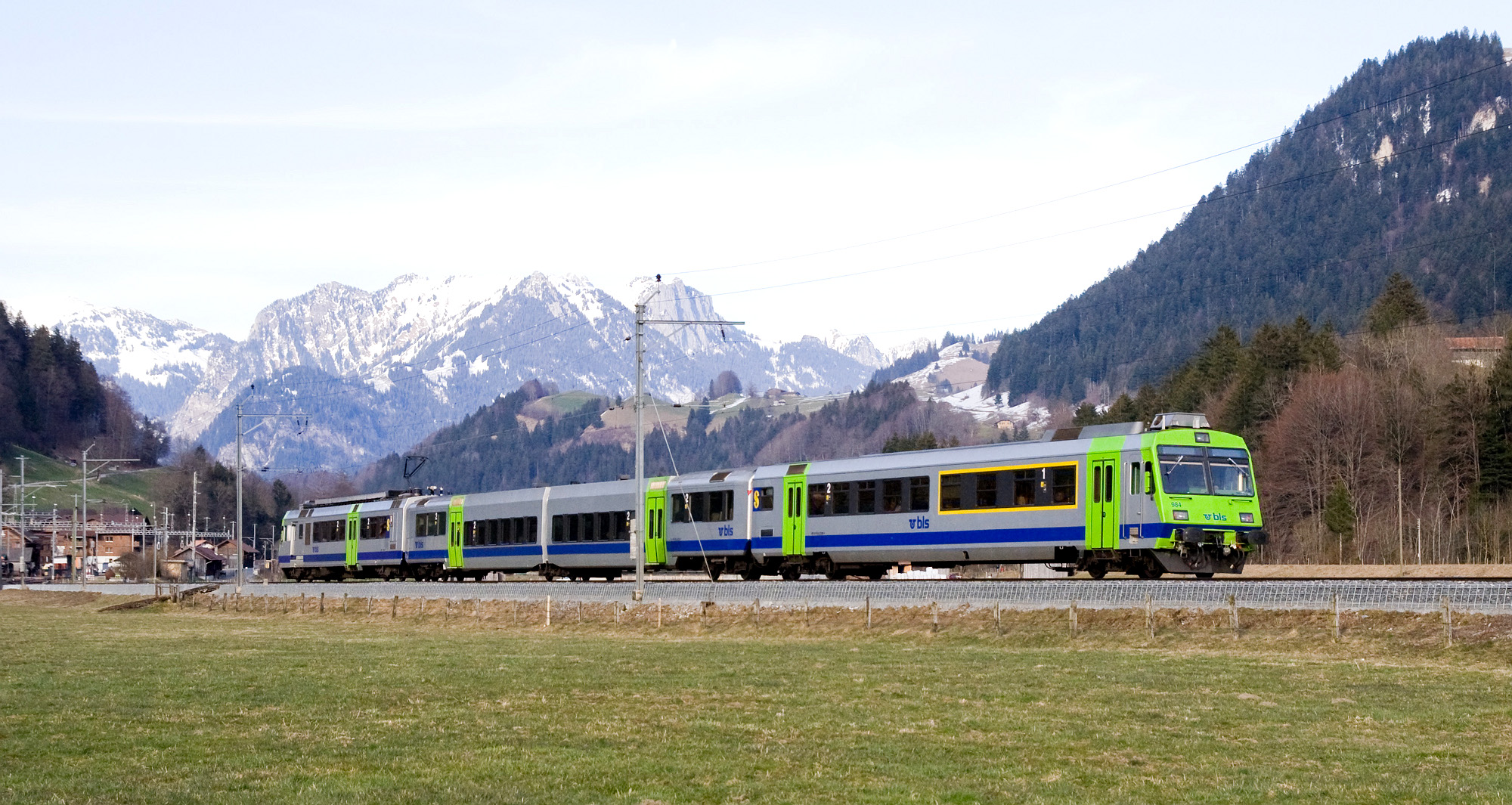
BLS-NPZ in neuen BLS-Farben mit «Jumbo»-Mittelwagen

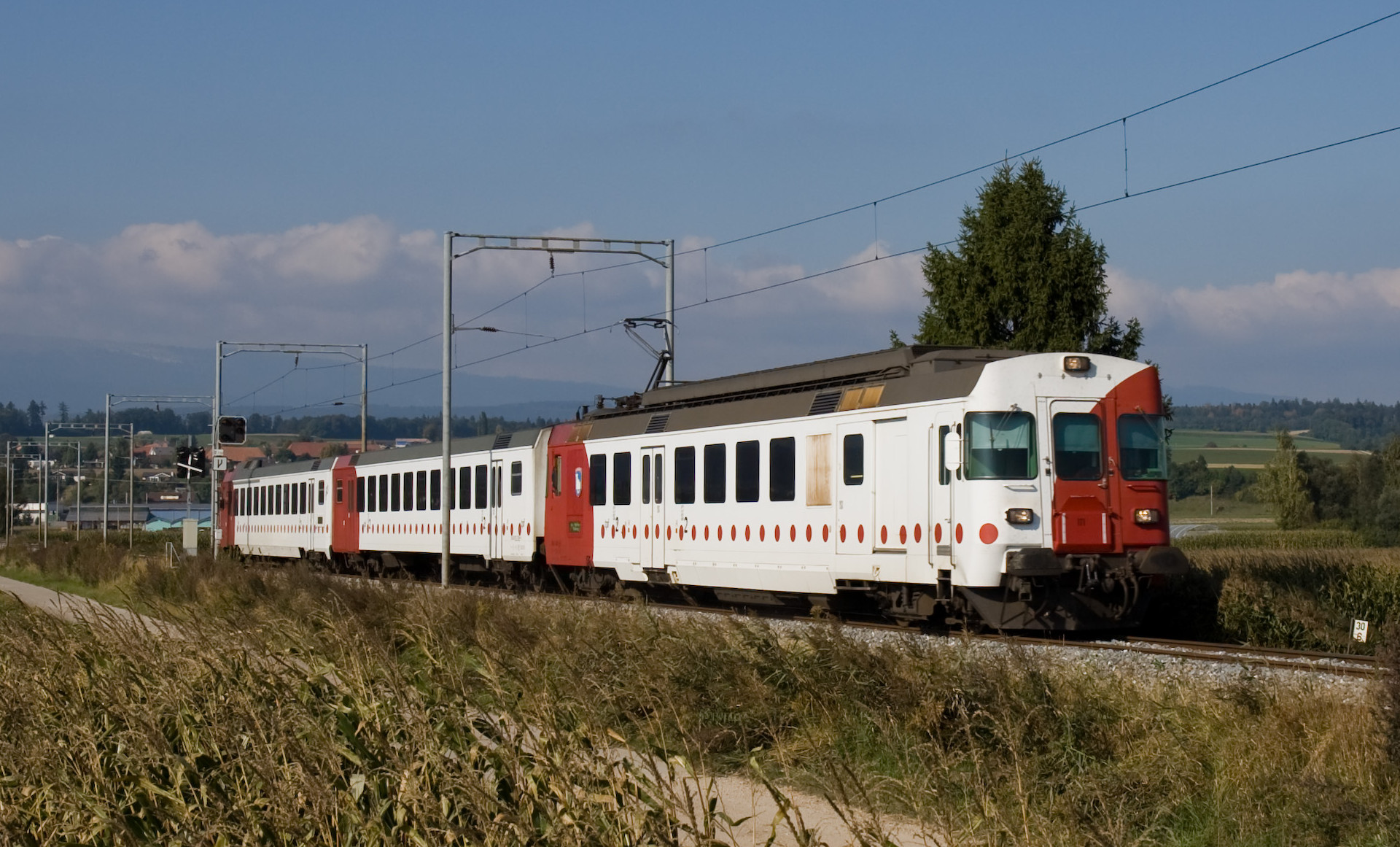
TPF-NPZ. Die Front entspricht den Nachbauten der Hochleistungstriebwagen, der Rest ist jedoch NPZ

Zwischen 1981 und 1992 wurden insgesamt 49 Triebwagen an die genannten zehn Bahnen ausgeliefert, davon gingen 22 an die BLS-Gruppe, 13 an die EBT-Gruppe, sechs an die BT und jeweils vier an die GFM und die RVT.
Die Triebwagen sind grundsätzlich für den Betrieb mit einem Steuerwagen ausgelegt, eine Ausnahme bilden vier Triebwagen mit je zwei Führerständen, die an GFM und RVT geliefert wurden und als Alleinfahrer eingesetzt werden können; der Triebwagen 104 der RVT wurde an die GFM verkauft und als Triebwagen 173 eingereiht. Triebwagen 315 (ex 105) wurde 2013 an TRAVYS verkauft und fuhr dort bis 2023 als RBDe 567 174.
Ebenfalls eine abweichende Bauform besitzen die sechs Triebwagen der BT, die einen tiefliegenden Wagenübergang besitzen und nur mit passenden Wagen mit Tunnelübergang gekuppelt werden können. Sie wurden in festen dreiteiligen Kompositionen geliefert, bestehend aus Triebwagen, Zwischenwagen und Steuerwagen, und als «Triebzug» RABDe 4/12 bezeichnet. Mit der Ablieferung weiterer sechs Zwischenwagen wurden die Züge zu RABDe 4/16 verlängert; da diese für gewisse Einsätze zu lang waren, wurden an den neuen Zwischenwagen einseitig konventionelle Wagenübergänge nachgerüstet, wodurch überzählige Wagen paarweise auch in konventionellen Zügen eingesetzt werden können. Mit dieser Änderung liess man die Bildung fix formierter Triebzüge und damit auch die Sonderbezeichnung wieder fallen.
|     | Typ        | Nummern               |     | Typ      | Nummern | Anmerkung         |
| --- | ---------- | --------------------- | --- | -------- | ------- | ----------------- |
| BLS | RBDe 4/4   | 721–722, 731          | BLS | RBDe 565 | 721–742 |                   |
| SEZ | RBDe 4/4   | 723–724, 732–733, 739 | BLS | RBDe 565 | 721–742 |                   |
| GBS | RBDe 4/4   | 725–729, 734–736, 740 | BLS | RBDe 565 | 721–742 |                   |
| BN  | RBDe 4/4   | 730, 737–738, 741–742 | BLS | RBDe 565 | 721–742 |                   |
| BT  | RBDe 4/4   | 71–76                 | SOB | RBDe 566 | 071–076 | RABDe 4/12        |
| EBT | RBDe 4/4II | 227–233               | BLS | RBDe 566 | 230–242 |                   |
| VHB | RBDe 4/4II | 262–265               | BLS | RBDe 566 | 230–242 |                   |
| SMB | RBDe 4/4II | 282–283               | BLS | RBDe 566 | 230–242 |                   |
| GFM | RABDe 4/4  | 171–172               | TPF | RBDe 567 | 171–172 | zwei Führerstände |
| GFM | RABDe 4/4  | 181–182               | TPF | RBDe 567 | 181–182 | ein Führerstand   |
| RVT | RABDe 4/4  | 104–105 > 315         | TRN | RBDe 567 | 173–174 | zwei Führerstände |
| RVT | RBDe 4/4   | 106–107 > 316–317     | TRN | RBDe 567 | 183–184 | ein Führerstand   |

## Triebwagen-Vorgänger
Schon vor den Privatbahn-NPZ koordinierte das Eidgenössische Amt für Verkehr (EAV) gruppierte Beschaffungen von Triebfahrzeugen:
- 15 Hochleistungstriebwagen für BT, SOB und EBT-Gruppe (BDe 576)
- 12 EAV-Triebwagen etwa halber Leistung für MThB, MO, RVT, GFM und WM (heute Thurbo, TMR, TRN, TPF und BDWM)
- 7 Triebwagen geringer Leistung und Höchstgeschwindigkeit für Sihltalbahn (heute SZU) und CJ